# Ferejdunszahr
Ferejdunszahr – miasto w środkowym Iranie, w ostanie Isfahan, w górach Zagros. Zamieszkują je Gruzini. W 2006 roku miasto liczyło 13 475 mieszkańców w 3622 rodzinach. Jest to najwyżej położone miasto w Iranie (2490 m n.p.m.).